# Манастир Ритешић
Манастир Ритешић је мушки манастир Српске православне цркве који се налази у селу Ритешић код Добоја. Манастир је посвећен Светој Матрони Московској.
Старешина манастира од 2020. године је архимандрит Исаија Лукић са братством.

## Историјат
Манастир је грађен је у руском стилу са специфичним обликом купола. Радови су започели 8. априла 2010. године. а темеље манастирске цркве је 1. маја 2010. године освештао тадашњи Епископ зворничко-тузлански г. Василије. Звоно, тежине 300 килограма, освештано је 2. маја 2012. Ово звоно је манастиру даровало Удружење жена Вучијака даривало манастиру. Радови на манастиру су настављени 2014. године Одлуком епископа зворничко-тузланског г. Хризостома, а након вишегодишњег прекида радова, радови на храму су интензивирани 2015/16 године. Важно је напоменути да је ово једини манастир Свете Матроне на овим просторима. Прву архијерејску литургију у полузавршеном храму служио је епископ Хризостом на дан успомене Свете Матроне 2. маја 2016. године. У склопу манастирског комплекса изграђен је и конак, а гради се и српско-руски духовни центар.

## Старешине манастира
- Злата Живковић, (2014—2015).
- Нектарије Радовановић, (2015—2020).[4]
- Исаија Лукић, (2020—тренутни).[5]